# Dräcktjärnen, Värmland
Dräcktjärnen är en sjö i Årjängs kommun i Värmland och ingår i Göta älvs huvudavrinningsområde.